# 行動と連帯の党
行動と連帯の党（こうどうとれんたいのとう、ルーマニア語: Partidul Acțiune și Solidaritate, PAS）は、モルドバの政党である。
この党は、モルドバの現大統領であるマイア・サンドゥによって結成された。親欧州主義の政党であり、欧州人民党と国際民主同盟のオブザーバーである。

## 概要
PASは、親欧州主義、中道または中道右派の政党として広く知られており、自由主義、社会自由主義、経済自由主義を推進している。